# تگرنزی
شهر تگرنزی (به آلمانی: Tegernsee) در ایالت بایرن در کشور آلمان واقع شده‌است.